# 百済芸術大学
百済芸術大学（ペクチェげいじゅつだいがく）は大韓民国全羅北道完州郡に所在する私立芸術系の2年制大学（専門大学）。ユンソナ・ウォンビンら韓流スターを輩出する。学校法人・白庵学園（李桓儀理事長）が経営する。

## 概要
放送芸能科・伝統公演芸術科・ミュージカル科・映像文芸科・音楽科・実用音楽科・広告製作科・ファッションデザイン・コピー科など17学科、空間造形芸術研究所・視覚情報デザイン研究所・映像文化研究所・郷土文化研究所など8研究所を擁する。

## 沿革
百済の伝統を継承し、韓国内外の文化交流に寄与することを目的として、1991年11月30日百済専門大学として設立認可を受け、1992年3月27日開校及び第一回入学式を挙行し、同年10月6日百済芸術大学として校名改称を認可された。その後、次第に学科を増設した。

## 外部サイト
- 百済芸術大学公式サイト（韓国語）